# فابيان أندريه
فابيان أندريه (بالإنجليزية: Fabian André)‏ هو ملحن أمريكي، ولد في 8 يناير 1910 في لاكروس في الولايات المتحدة، وتوفي في 30 مارس 1960 في مدينة مكسيكو في المكسيك.

## وصلات خارجية
- فابيان أندريه على موقع IMDb (الإنجليزية)
- فابيان أندريه على موقع ميوزك برينز (الإنجليزية)
- فابيان أندريه على موقع ديسكوغز (الإنجليزية)